# Kassjö
Kassjö är en bebyggelse i Umeå kommun. SCB avgränsade Kassjö till en småort från 1990 till 2020. Vid avgränsningen 2020 klassades bebyggelsen som sammanväxt med den i småorten Mariagården och klassades som en tätort.
Kassjö är en typisk västerbottnisk lantbruksby vid en sjö. I dag få aktiva jordbrukare, som driver all åkermark och skog. På 1970-talet byggdes det upp en rätt stor skidanläggning med efterhand två liftar. På grund av brist på pengar var backen stängd i drygt 7 år men är återigen öppen när snötillgång medger, nu[när?] som Kassjöbacken. Ett samägt sågverk finns och vattensystem finns. Kassjös skola blev nedlagd på 1950-talet. EFS-missionshus med begränsad verksamhet, som varit ett bya-dagis under några år men som inte längre bedriver  förskoleverksamhet.  Här ligger även Mariagården som bedriver socialterapeutiskt LSS-boende och daglig verksamhet samt Turmalinen som bedriver omsorgsverksamhet för vuxna med funktionsnedsättningar som till exempel utvecklingsstörning eller autism.

## Befolkningsutveckling
| Befolkningsutvecklingen i Kassjö 1990–2020          | Befolkningsutvecklingen i Kassjö 1990–2020 | Befolkningsutvecklingen i Kassjö 1990–2020 | Befolkningsutvecklingen i Kassjö 1990–2020 | Befolkningsutvecklingen i Kassjö 1990–2020 |
| --------------------------------------------------- | ------------------------------------------ | ------------------------------------------ | ------------------------------------------ | ------------------------------------------ |
|                                                     |                                            |                                            |                                            |                                            |
| År                                                  |                                            |                                            | Folkmängd                                  | Areal (ha)                                 |
| 1990                                                | 1990                                       |                                            | 109                                        | 32#                                        |
| 1995                                                | 1995                                       |                                            | 97                                         | 23#                                        |
| 2000                                                | 2000                                       |                                            | 108                                        | 24#                                        |
| 2005                                                | 2005                                       |                                            | 94                                         | 24#                                        |
| 2010                                                | 2010                                       |                                            | 123                                        | 25#                                        |
| 2015                                                | 2015                                       |                                            | 153                                        | 47#                                        |
| 2020                                                | 2020                                       |                                            | 259                                        | 80                                         |
| Anm.: 2020 sammanväxt med Mariagården # Som småort. |                                            |                                            |                                            |                                            |